# Missió d'Observació de les Nacions Unides al Iemen
La Missió d'Observació de les Nacions Unides al Iemen (també coneguda com a UNYOM per les seves sigles en anglès) va ser una operació multinacional de manteniment de la pau desplegada al Iemen del Nord entre 1963 i 1964. El seu mandat va ser establert amb l'aprovació de la resolució 179 del Consell de Seguretat de les Nacions Unides de l'11 de juny de 1963. El seu objectiu va ser l'observació del compliment de l'acord de separació entre Aràbia Saudita i la República Àrab Unida en la guerra civil que estava travessant Iemen i que podria provocar una internacionalització del conflicte.
Durant els mesos que va durar la missió, de juliol de 1963 a setembre de 1964, la UNYOM va tenir desplegats 25 observadors militars i 164 militars d'unitats de reconeixement a més de personal civil (internacional i local) i unitats aèries. La missió no va sofrir cap baixa.

## Comandants
Els comandants de la UNYOM han estat:
- Major General Carl von Horn (Suècia) - Juliol-agost 1963
- Coronel Branko Pavlovic (Iugoslàvia) (interí) - agost-setembre 1963
- Tinent General P.S. Gyani (Índia) - Setembre-novembre 1963

## Caps d'estat major
Caps d'estat major de l'UNYOM:
- Coronel Branko Pavlovic (Iugoslàvia) - Novembre 1963
- Coronel S.C. Sabharwal (Índia) - Novembre 1963-Setembre 1964